# Antepipona rubicunda
Antepipona rubicunda är en stekelart som beskrevs av Gusenleitner 2001. Antepipona rubicunda ingår i släktet Antepipona och familjen Eumenidae. Inga underarter finns listade i Catalogue of Life.